# Saison 3 d'Une nuit en enfer
Chronologie
Saison 2
Cet article présente le guide des épisodes de la troisième saison de la série télévisée américaine Une Nuit en enfer : La série (From Dusk Till Dawn: The Series).

## Épisodes

### Épisode 1:Jeux d'esprit
- États-Unis : 6 septembre 2016

### Épisode 2:La reine
- États-Unis : 6 septembre 2016

### Épisode 3:Protéger et servir
- États-Unis : 13 septembre 2016

### Épisode 4:Les Fanglorious
- États-Unis : 20 septembre 2016

### Épisode 5:Bienvenue à Shady Glen
- États-Unis : 20 septembre 2016

### Épisode 6:Camisole de force
- États-Unis : 4 octobre 2016

### Épisode 7:La Llorona
- États-Unis : 11 octobre 2016

### Épisode 8:Rio Sangre
- États-Unis : 18 octobre 2016

### Épisode 9:Matanzas
- États-Unis : 25 octobre 2015

### Épisode 10:Le Côté obscur du soleil
- États-Unis : 1er novembre 2016